# Anjali Kusumbe
Anjali Kusumbe est une biologiste britannico-indienne qui dirige le groupe des microenvironnements tissulaires et tumoraux au Medical Research Council Weatherall Institute of Molecular Medicine (en) de l'université d'Oxford. Elle est lauréate en 2022 de l' Award for Life Sciences Royal Microscopical Society (en).

## Formation
Kusumbe termine son doctorat en tant que membre du Conseil de la recherche scientifique et industrielle (en) en 2012. Ses recherches doctorales portent sur la contribution des cellules souches cancéreuses et des cellules endothéliales à la progression du cancer de l'ovaire. Elle rejoint l'Institut Max-Planck de biomédecine moléculaire pour des recherches postdoctorales, où elle étudie l'hétérogénéité des cellules endothéliales dans les os et découvre un type de vaisseau sanguin hautement spécialisé qui a permis de découvrir les relations entre le système vasculaire osseux et le vieillissement osseux,. 

## Recherche et carrière
En 2017, Kusumbe reçoit le prix de développement de carrière du Conseil de la recherche médicale et en 2019, elle reçoit une subvention de démarrage du Conseil européen de la recherche. Kusumbe étudie les réseaux de transport formés par les vaisseaux sanguins et lymphatiques. Elle s'intéresse particulièrement à la façon dont ces vaisseaux évoluent au fil du temps et à son impact sur la régénération des tissus, les cellules immunitaires et la propagation du cancer.
Ses travaux révèlent que l'érosion vasculaire caractérisée par la différenciation des péricytes en fibroblastes est une caractéristique principale de nombreux tissus vieillissants. Cette perte vasculaire avec le vieillissement est spécifique à un organe, car les tissus fortement remodelés comme l'intestin et la peau conservent leur vascularisation avec le vieillissement. En outre, ses travaux montrent que la protéine de jonction Gja1 est le moteur du vieillissement des cellules endothéliales dans le pancréas, et que les vaisseaux sanguins vieillis provoquent la perte de prolifération des cellules bêta dans les îlots vieillissants par le biais d'altérations des facteurs sécrétés dérivés des vaisseaux sanguins.. Son laboratoire partage de manière proactive des outils d’imagerie avec la communauté scientifique et rend publiques des cartes de tissus en 3D via des bases de données de ressources ouvertes librement accessibles.

## Prix et distinctions
Kusumbe est lauréate en 2014 du Prix commémoratif Werner-Risau de la Société allemande de biologie cellulaire, puis en 2021 du Prix commémoratif Iain T Boyle décerné par la Société européenne des tissus calcifiés.
En 2021 elle reçoit le Prix Alice L. Jee de la Société de recherche orthopédique, en 2022 le Prix de la Royal Microscopical Society (en) pour les sciences de la vie, et la même année le Prix GOLD pour les efforts visant à améliorer la durabilité et l'efficacité du cadre d'évaluation de l'efficacité des laboratoires .
En 2023, la Société britannique pour la biologie cellulaire lui décerné la Médaille de début de carrière des femmes en biologie cellulaire.

## Publications (sélection)
- (en) Saravana K Ramasamy, Anjali P Kusumbe, Lin Wang et Ralf H Adams, « Endothelial Notch activity promotes angiogenesis and osteogenesis in bone », Nature, NPG et Springer Science+Business Media, vol. 507, no 7492,‎ 12 mars 2014, p. 376-380 (ISSN 1476-4687 et 0028-0836, OCLC 01586310, PMID 24647000, PMCID 4943529, DOI 10.1038/NATURE13146).
- (en) Anjali P Kusumbe, Saravana K Ramasamy, Tomer Itkin, Maarja Andaloussi Mäe, Urs H Langen, Christer Betsholtz, Tsvee Lapidot et Ralf H Adams, « Age-dependent modulation of vascular niches for haematopoietic stem cells », Nature, NPG et Springer Science+Business Media, vol. 532, no 7599,‎ 13 avril 2016, p. 380-384 (ISSN 1476-4687 et 0028-0836, OCLC 01586310, PMID 27074508, PMCID 5035541, DOI 10.1038/NATURE17638).
- (en) Saravana K Ramasamy, Anjali P Kusumbe, Maria Schiller, Dagmar Zeuschner, M Gabriele Bixel, Carlo Milia, Jaba Gamrekelashvili, Anne Limbourg, Alexander Medvinsky, Massimo M Santoro, Florian P Limbourg et Ralf H Adams, « Blood flow controls bone vascular function and osteogenesis », Nature Communications, NPG, vol. 7,‎ 6 décembre 2016, p. 13601 (ISSN 2041-1723, OCLC 614340895, PMID 27922003, PMCID 5150650, DOI 10.1038/NCOMMS13601).